# Angelologie

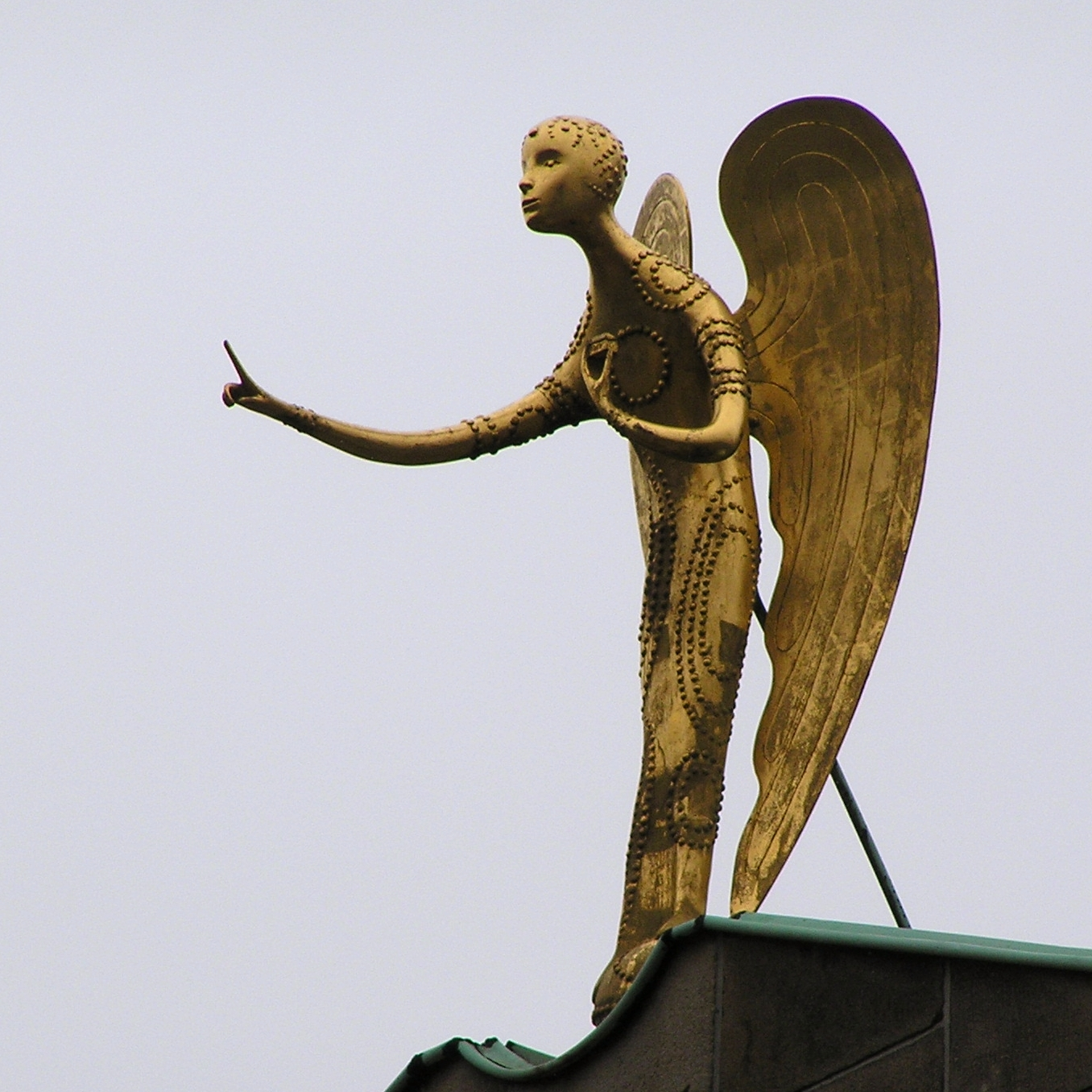
Een engel op het bisschopspaleis in Essen, door beeldhouwer Ewald Mataré

De angelologie is een theologische discipline die zich bezighoudt met de leer van engelen. In de angelologie wordt geprobeerd een systematisch overzicht van engelen, hun natuur en betekenis, te geven. Al in de vroege kerk werd het bestaan van engelen op grond van de traditie en de Bijbel geaccepteerd.
De verspreiding van de verering van engelen nam in de 5e eeuw een vlucht door Laurentius van Siponto, die toen in Apulië het eerste heiligdom in de Latijnse kerk ter ere van de aartsengel Michaël vestigde. Op 8 mei 663 werd een zeeslag tussen Manfredonia en de Napolitanen door de eersten gewonnen en toegeschreven aan Michaël. In het begin van de 6e eeuw schreef Dionysius de Areopagiet zijn De caelesti hierarchia, waarin hij een uitgebreide studie maakt van engelen in de hemel en hen in een hemelse hiërarchie plaatst (negen engelenkoren, engelen, aartsengelen, machten en krachten, tronen enz.). In de 12e eeuw voegde Hildegard van Bingen verdere details toe.

## Depositum Fidei
Van oudsher wordt overgeleverd dat engelen geschapen en persoonlijke wezens zijn die een geestelijke natuur hebben (zonder de precieze relatie tot de materiële wereld te beschrijven). Zowel de Hebreeuwse Bijbel als het Nieuwe Testament bevatten verwijzingen naar engelen. De Kerk heeft zich weinig expliciet uitgelaten over engelen en de hiërarchie waarin deze zouden staan. Het depositum fidei ten aanzien van de engelen is neergelegd in een aantal paragrafen in de catechismus. God schiep "tegelijkertijd vanaf het begin van de tijd uit het niet beide scheppingen, de geestelijke en de lichamelijke"; de engelen en de wereld zijn gelijktijdig geschapen. Engelen hebben een vrije wil, die onvergelijkbaar sterker is dan de vrije wil van de mens. Engelen hebben volgens de kerk geen doel als tegenspeler van de duivel, maar zijn geschapen door en voor Christus. De Kerk vereert de engelen en bidt met hen tot God. De engelen werken mee aan alles wat goed is voor de mens. Elke gelovige vindt daarom een beschermengel (Matteüs 18:10) aan zijn zijde, die het menselijk leven omringt met zijn bescherming en voorspraak.
In de kerkgeschiedenis zijn verschillende keren uitspraken over engelen gedaan, die vooral omlijnen wat engelen niet zijn. De Synode van Braga (561) en het Vierde Concilie van Lateranen (1215) wezen elk manicheïstisch, kathaars dualisme af, waarin engelen een bepaalde hogere emanatie tussen de materiële en goddelijke wereld zouden innemen. Het Eerste Vaticaans Concilie herhaalde in grote lijnen de vaststelling van het Vierde Concilie van Lateranen.

## Volksdevotie
Het overgrote deel van het volksgeloof in engelen, zoals een uitgewerkte engelenhiërarchie, is deel van de fides implicita, het "mee-geloofde" geloof van het christendom en niet verplichtend. Hieronder valt ook de precisering van sommige traditionele devotionele aspecten van de engelenverering. Bespiegelingen van kerkvaders en andere heiligen hebben bijgedragen aan de verering.
Thomas van Aquino sprak in zijn Summa theologiae over de engelen, waar hij zich echter vooral concentreerde op de vraag hoe schepselen schuld op zich laden; hij gaat vervolgens over tot vragen van de demonologie. Hij trok uit zijn studie de conclusie dat de engelen een scherp verstand hebben, waardoor zij zaken onmiddellijk kunnen bevatten. De engelen zijn er om goed te doen aan de mens.
Volgens Augustinus gebeurde de scheiding tussen goede en boze engelen op de vierde scheppingsdag toen God het licht scheidde van de duisternis (Genesis 1,4). Evenwel dient het scheppingsverhaal volgens Augustinus niet letterlijk genomen te worden, zodat de onchristelijke doctrine van twee afzonderlijke scheppingen (eenmaal de engelen, later de mens) geen steun vindt bij Augustinus.
Sommige opvattingen over de engelen zijn in strijd met de christelijke leer. Hiertoe behoort bijvoorbeeld het geloof dat de schepping van de engelen begon op een tijdpunt dat voor de schepping van de wereld lag. Een dualistische strijd tussen goede en boze engelen hoort evenmin tot het christelijke geloofsgoed.